# Ново-Георгиевский (Новосибирская область)
Ново-Георгиевский — упразднённый посёлок в Искитимском районе Новосибирской области. На момент упразднения входил в состав Морозовского сельсовета. Исключен из учётных данных в 1968 году.

## География
Посёлок располагался на правом берегу реки Коён выше впадения в нее реки Опалиха, в 3 км (по прямой) к юго-западу от деревни Нижний Коён.

## История
Посёлок был основан в 1910 году. В 1928 году состоял из 101 хозяйства. В административном отношении входил в состав Нижне-Коёнского сельсовета Бердского района Новосибирского округа Сибирского края.
Упразднён в 1968 году.

## Население
По переписи 1926 г. в посёлке проживало 475 человек (215 мужчин и 260 женщин), основное население — русские